# دختر شایسته کانادا ۲۰۱۲
دختر شایسته کانادا ۲۰۱۲ ((به انگلیسی: Miss Universe Canada 2012) یا دوشیزه جهان کانادا ۲۰۱۲) دهمین رویداد از جشنوارهٔ زیبایی دختر شایستهٔ کانادا بود که در تورنتو، انتاریو برگزار شد. در نهایت، سحر بی‌نیاز از ونکوور، به عنوان برندهٔ این رویداد، انتخاب شد. مدل‌های سرشناسی چون یانا تالاچکووا نیز در این رویداد، شرکت کرده‌بودند. علاوه بر عنوان نخست، جایزهٔ مو هم به سحر بی‌نیاز تعلق گرفت.